# Bruno Martins Indi
Rolando Maximiliano Martins Indi známý jako Bruno Martins Indi (* 8. února 1992, Barreiro, Portugalsko) je nizozemský fotbalový obránce a reprezentant, hráč klubu FC Porto, v současnosti na hostování v anglickém klubu Stoke City FC. Má nizozemské i portugalské občanství, rodiče pocházejí z Guiney-Bissau. Účastník Mistrovství světa 2014 v Brazílii. Bývá přirovnáván k bývalému stoperovi nizozemské reprezentace Jaapu Stamovi.

## Klubová kariéra
Martins Indi prošel mládežnickou akademií Feyenoordu, do A-týmu se dostal v roce 2010. V průběhu Mistrovství světa 2014 v Brazílii se realizoval jeho transfer do portugalského klubu FC Porto.

## Reprezentační kariéra

### Mládežnické reprezentace
Díky dvojímu občanství si mohl vybrat, jakou zemi bude reprezentovat. Zvolil si Nizozemsko.
Zúčastnil se Mistrovství světa hráčů do 17 let 2009 v Nigérii, kde mladí Nizozemci nepostoupili ze základní skupiny C. Martins Indi nastoupil pouze v jediném ze tří zápasů na turnaji, konkrétně 25. října proti Kolumbii (prohra 1:2, šel ze hřiště v 79. minutě). Hrál i na Mistrovství Evropy hráčů do 19 let 2010 ve Francii, kde Nizozemsko skončilo na posledním čtvrtém místě v základní skupině A.
V červnu 2013 byl nominován na Mistrovství Evropy hráčů do 21 let konané v Izraeli. S týmem se dostal do semifinále, kde Nizozemsko vypadlo s Itálií po porážce 0:1.

### A-mužstvo
V A-mužstvu Nizozemska debutoval 15. srpna 2012 pod trenérem Louisem van Gaalem v přátelském zápase s domácí Belgií. Nastoupil na hřiště ve druhém poločase, Nizozemci prohráli utkání 2:4. Své první reprezentační góly v A-týmu vstřelil v kvalifikaci na MS 2014 (po jednom góle 11. září 2012 proti domácímu Maďarsku - výhra 4:1, a 16. října 2012 proti domácímu Rumunsku - opět výhra 4:1). Těmito dvěma góly přispěl k postupu Nizozemska na mundial.
Trenér Louis van Gaal jej vzal na Mistrovství světa 2014 v Brazílii. Ve druhém zápase Nizozemska v základní skupině B proti Austrálii (výhra 3:2) do něj ostře zajel protihráč Tim Cahill, Martins Indi byl ze hřiště odnesen na nosítkách a zápas nedohrál. Pro osmifinále s Mexikem již byl fit a nastoupil. Nizozemci se dostali do boje o třetí místo proti Brazílii, vyhráli 3:0 a získali bronzové medaile.